# FA Cup 1951/52
Der FA Cup 1951/52 war die 71. Austragung des The Football Association Challenge Cup (meist als FA Cup bekannt).
Der Pokalwettbewerb startete mit der Qualifikation zwischen dem 15. September 1951 und dem 19. November 1951. Die Hauptrunde begann anschließend ab dem 24. November 1951 und endete mit dem Finale in Wembley in London am 3. Mai 1952 vor einer Kulisse von offiziell 100.000 Zuschauern. Sieger des Wettbewerbs wurde zum fünften Mal Newcastle United. Unterlegener Finalist war der FC Arsenal.

## Wettbewerb

### Erste Hauptrunde
| Datum             |                            | Ergebnis |                      |
| ----------------- | -------------------------- | -------- | -------------------- |
| 24. November 1951 | Accrington Stanley         | 1:2      | FC Chester           |
| 24. November 1951 | Aylesbury United           | 0:5      | FC Watford           |
| 24. November 1951 | Bangor City                | 2:2      | FC Southport         |
| 24. November 1951 | Barnstaple Town            | 2:2      | FC Folkestone        |
| 24. November 1951 | AFC Barrow                 | 0:2      | FC Chesterfield      |
| 24. November 1951 | Blackhall Colliery Welfare | 2:5      | AFC Workington       |
| 24. November 1951 | Blyth Spartans             | 2:1      | FC Bishop Auckland   |
| 24. November 1951 | Bradford City              | 6:1      | Carlisle United      |
| 24. November 1951 | Brighton & Hove Albion     | 1:2      | Bristol City         |
| 24. November 1951 | Bristol Rovers             | 3:0      | Kettering Town       |
| 24. November 1951 | Brush Sports               | 2:3      | FC Weymouth          |
| 24. November 1951 | Colchester United          | 3:1      | Port Vale            |
| 24. November 1951 | Crewe Alexandra            | 2:4      | Lincoln City         |
| 24. November 1951 | Crystal Palace             | 0:1      | FC Gillingham        |
| 24. November 1951 | Grimsby Town               | 4:0      | FC Darlington        |
| 24. November 1951 | Guildford City             | 4:1      | Hereford United      |
| 24. November 1951 | Hartlepools United         | 2:0      | FC Rhyl              |
| 24. November 1951 | Ilkeston Town              | 0:2      | AFC Rochdale         |
| 24. November 1951 | FC King’s Lynn             | 1:3      | Exeter City          |
| 24. November 1951 | FC Leyton                  | 3:0      | Chippenham Town      |
| 24. November 1951 | Leyton Orient              | 2:2      | Gorleston            |
| 24. November 1951 | FC Leytonstone             | 2:0      | Shrewsbury Town      |
| 24. November 1951 | Merthyr Town               | 2:2      | Ipswich Town         |
| 24. November 1951 | FC Millwall                | 1:0      | Plymouth Argyle      |
| 24. November 1951 | FC Nelson                  | 0:4      | Oldham Athletic      |
| 24. November 1951 | AFC Newport County         | 4:0      | Barry Town           |
| 24. November 1951 | Norwich City               | 3:2      | Northampton Town     |
| 24. November 1951 | Rawmarsh Welfare           | 1:4      | FC Buxton            |
| 24. November 1951 | FC Reading                 | 1:0      | FC Walsall           |
| 24. November 1951 | Scunthorpe United          | 5:0      | Billingham Synthonia |
| 24. November 1951 | Southend United            | 6:1      | AFC Bournemouth      |
| 24. November 1951 | Stockport County           | 2:2      | AFC Gateshead        |
| 24. November 1951 | FC Stockton                | 1:1      | Mansfield Town       |
| 24. November 1951 | Swindon Town               | 2:0      | Bedford Town         |
| 24. November 1951 | Tonbridge Angels           | 0:0      | FC Aldershot         |
| 24. November 1951 | Torquay United             | 3:2      | FC Bromley           |
| 24. November 1951 | Tranmere Rovers            | 4:2      | Goole Town           |
| 24. November 1951 | Witton Albion              | 2:1      | Gainsborough Trinity |
| 24. November 1951 | AFC Wrexham                | 3:0      | Halifax Town         |
| 24. November 1951 | York City                  | 1:1      | Bradford Park Avenue |

#### Wiederholungsspiele
| Datum             |                      | Ergebnis |                      |
| ----------------- | -------------------- | -------- | -------------------- |
| 27. November 1951 | FC Southport         | 3:0      | Bangor City          |
| 28. November 1951 | FC Aldershot         | 3:2      | Tonbridge Angels     |
| 28. November 1951 | Bradford Park Avenue | 1:1      | York City            |
| 28. November 1951 | FC Folkestone        | 5:2      | Barnstaple Town      |
| 28. November 1951 | AFC Gateshead        | 1:1      | Stockport County     |
| 28. November 1951 | Mansfield Town       | 0:2      | FC Stockton          |
| 29. November 1951 | FC Gorleston         | 0:0      | Leyton Orient        |
| 3. Dezember 1951  | Leyton Orient        | 5:4      | FC Gorleston         |
| 3. Dezember 1951  | Stockport County     | 1:2      | AFC Gateshead        |
| 3. Dezember 1951  | York City            | 0:4      | Bradford Park Avenue |
| 5. Dezember 1951  | Ipswich Town         | 1:0      | Merthyr Town         |

### Zweite Hauptrunde
| Datum             |                      | Ergebnis |                    |
| ----------------- | -------------------- | -------- | ------------------ |
| 15. Dezember 1951 | Bradford Park Avenue | 3:2      | Bradford City      |
| 15. Dezember 1951 | Bristol Rovers       | 2:0      | FC Weymouth        |
| 15. Dezember 1951 | FC Buxton            | 4:3      | FC Aldershot       |
| 15. Dezember 1951 | FC Chester           | 5:2      | FC Leyton          |
| 15. Dezember 1951 | Colchester United    | 2:1      | Bristol City       |
| 15. Dezember 1951 | AFC Gateshead        | 2:0      | Guildford City     |
| 15. Dezember 1951 | FC Gillingham        | 0:3      | AFC Rochdale       |
| 15. Dezember 1951 | Ipswich Town         | 4:0      | Exeter City        |
| 15. Dezember 1951 | FC Leytonstone       | 2:2      | AFC Newport County |
| 15. Dezember 1951 | Lincoln City         | 3:1      | Grimsby Town       |
| 15. Dezember 1951 | FC Millwall          | 0:0      | Scunthorpe United  |
| 15. Dezember 1951 | Norwich City         | 3:1      | FC Chesterfield    |
| 15. Dezember 1951 | FC Reading           | 1:1      | FC Southport       |
| 15. Dezember 1951 | Southend United      | 5:0      | Oldham Athletic    |
| 15. Dezember 1951 | FC Stockton          | 2:1      | FC Folkestone      |
| 15. Dezember 1951 | Swindon Town         | 3:3      | Torquay United     |
| 15. Dezember 1951 | Tranmere Rovers      | 1:1      | Blyth Spartans     |
| 15. Dezember 1951 | FC Watford           | 1:2      | Hartlepools United |
| 15. Dezember 1951 | Witton Albion        | 3:3      | AFC Workington     |
| 15. Dezember 1951 | AFC Wrexham          | 1:1      | Leyton Orient      |

#### Wiederholungsspiele
| Datum             |                    | Ergebnis |                 |
| ----------------- | ------------------ | -------- | --------------- |
| 18. Dezember 1951 | FC Southport       | 1:1      | FC Reading      |
| 19. Dezember 1951 | Blyth Spartans     | 1:1      | Tranmere Rovers |
| 19. Dezember 1951 | Leyton Orient      | 3:2      | AFC Wrexham     |
| 19. Dezember 1951 | Torquay United     | 1:1      | Swindon Town    |
| 20. Dezember 1951 | AFC Newport County | 3:0      | FC Leytonstone  |
| 20. Dezember 1951 | Scunthorpe United  | 3:0      | FC Millwall     |
| 20. Dezember 1951 | AFC Workington     | 1:0      | Witton Albion   |
| 1. Januar 1952    | FC Reading         | 2:0      | FC Southport    |
| 2. Januar 1952    | Swindon Town       | 3:1      | Torquay United  |
| 3. Januar 1952    | Tranmere Rovers    | 2:2      | Blyth Spartans  |
| 7. Januar 1952    | Tranmere Rovers    | 5:1      | Blyth Spartans  |

### Dritte Hauptrunde
| Datum           |                      | Ergebnis |                         |
| --------------- | -------------------- | -------- | ----------------------- |
| 12. Januar 1952 | FC Barnsley          | 3:0      | Colchester United       |
| 12. Januar 1952 | Bradford Park Avenue | 2:1      | Sheffield Wednesday     |
| 12. Januar 1952 | FC Brentford         | 3:1      | Queens Park Rangers     |
| 12. Januar 1952 | Bristol Rovers       | 2:0      | Preston North End       |
| 12. Januar 1952 | FC Burnley           | 1:0      | Hartlepools United      |
| 12. Januar 1952 | Cardiff City         | 1:1      | Swindon Town            |
| 12. Januar 1952 | FC Chelsea           | 2:2      | FC Chester              |
| 12. Januar 1952 | Doncaster Rovers     | 2:0      | FC Buxton               |
| 12. Januar 1952 | FC Fulham            | 0:1      | Birmingham City         |
| 12. Januar 1952 | Huddersfield Town    | 1:2      | Tranmere Rovers         |
| 12. Januar 1952 | Ipswich Town         | 2:2      | AFC Gateshead           |
| 12. Januar 1952 | Leicester City       | 1:1      | Coventry City           |
| 12. Januar 1952 | Leyton Orient        | 0:0      | FC Everton              |
| 12. Januar 1952 | FC Liverpool         | 1:0      | AFC Workington          |
| 12. Januar 1952 | Luton Town           | 1:0      | Charlton Athletic       |
| 12. Januar 1952 | Manchester City      | 2:2      | Wolverhampton Wanderers |
| 12. Januar 1952 | Manchester United    | 0:2      | Hull City               |
| 12. Januar 1952 | FC Middlesbrough     | 2:2      | Derby County            |
| 12. Januar 1952 | Newcastle United     | 4:2      | Aston Villa             |
| 12. Januar 1952 | Norwich City         | 0:5      | FC Arsenal              |
| 12. Januar 1952 | Nottingham Forest    | 2:2      | Blackburn Rovers        |
| 12. Januar 1952 | Notts County         | 4:0      | FC Stockton             |
| 12. Januar 1952 | FC Portsmouth        | 4:0      | Lincoln City            |
| 12. Januar 1952 | FC Reading           | 0:3      | Swansea Town            |
| 12. Januar 1952 | AFC Rochdale         | 0:2      | Leeds United            |
| 12. Januar 1952 | Rotherham United     | 2:1      | FC Bury                 |
| 12. Januar 1952 | Scunthorpe United    | 0:3      | Tottenham Hotspur       |
| 12. Januar 1952 | Sheffield United     | 2:0      | AFC Newport County      |
| 12. Januar 1952 | Southend United      | 3:0      | FC Southampton          |
| 12. Januar 1952 | AFC Sunderland       | 0:0      | Stoke City              |
| 12. Januar 1952 | West Bromwich Albion | 4:0      | Bolton Wanderers        |
| 12. Januar 1952 | West Ham United      | 2:1      | Blackpool               |

#### Wiederholungsspiele
| Datum           |                         | Ergebnis |                   |
| --------------- | ----------------------- | -------- | ----------------- |
| 14. Januar 1952 | Coventry City           | 4:1      | Leicester City    |
| 14. Januar 1952 | Stoke City              | 3:1      | AFC Sunderland    |
| 16. Januar 1952 | Blackburn Rovers        | 2:0      | Nottingham Forest |
| 16. Januar 1952 | FC Chester              | 2:3      | FC Chelsea        |
| 16. Januar 1952 | Derby County            | 0:2      | FC Middlesbrough  |
| 16. Januar 1952 | FC Everton              | 1:3      | Leyton Orient     |
| 16. Januar 1952 | AFC Gateshead           | 3:3      | Ipswich Town      |
| 16. Januar 1952 | Swindon Town            | 1:0      | Cardiff City      |
| 16. Januar 1952 | Wolverhampton Wanderers | 4:1      | Manchester City   |
| 21. Januar 1952 | Ipswich Town            | 1:2      | AFC Gateshead     |

### Vierte Hauptrunde
| Datum           |                   | Ergebnis |                         |
| --------------- | ----------------- | -------- | ----------------------- |
| 2. Februar 1952 | FC Arsenal        | 4:0      | FC Barnsley             |
| 2. Februar 1952 | Birmingham City   | 0:1      | Leyton Orient           |
| 2. Februar 1952 | Blackburn Rovers  | 2:0      | Hull City               |
| 2. Februar 1952 | FC Burnley        | 2:0      | Coventry City           |
| 2. Februar 1952 | FC Chelsea        | 4:0      | Tranmere Rovers         |
| 2. Februar 1952 | Leeds United      | 2:0      | Bradford Park Avenue    |
| 2. Februar 1952 | FC Liverpool      | 2:1      | Wolverhampton Wanderers |
| 2. Februar 1952 | Luton Town        | 2:2      | FC Brentford            |
| 2. Februar 1952 | Notts County      | 1:3      | FC Portsmouth           |
| 2. Februar 1952 | Southend United   | 2:1      | Bristol Rovers          |
| 2. Februar 1952 | Swansea Town      | 3:0      | Rotherham United        |
| 2. Februar 1952 | Swindon Town      | 1:1      | Stoke City              |
| 2. Februar 1952 | Tottenham Hotspur | 0:3      | Newcastle United        |
| 2. Februar 1952 | West Ham United   | 0:0      | Sheffield United        |
| 6. Februar 1952 | AFC Gateshead     | 0:2      | West Bromwich Albion    |
| 6. Februar 1952 | FC Middlesbrough  | 1:4      | Doncaster Rovers        |

#### Wiederholungsspiele
| Datum            |                  | Ergebnis |                 |
| ---------------- | ---------------- | -------- | --------------- |
| 4. Februar 1952  | Stoke City       | 0:1      | Swindon Town    |
| 6. Februar 1952  | FC Brentford     | 0:0      | Luton Town      |
| 6. Februar 1952  | Sheffield United | 4:2      | West Ham United |
| 18. Februar 1952 | Luton Town       | 3:2      | FC Brentford    |

### Fünfte Hauptrunde
| Datum            |                  | Ergebnis |                      |
| ---------------- | ---------------- | -------- | -------------------- |
| 23. Februar 1952 | Blackburn Rovers | 1:0      | West Bromwich Albion |
| 23. Februar 1952 | FC Burnley       | 2:0      | FC Liverpool         |
| 23. Februar 1952 | Leeds United     | 1:1      | FC Chelsea           |
| 23. Februar 1952 | Leyton Orient    | 0:3      | FC Arsenal           |
| 23. Februar 1952 | Luton Town       | 3:1      | Swindon Town         |
| 23. Februar 1952 | FC Portsmouth    | 4:0      | Doncaster Rovers     |
| 23. Februar 1952 | Southend United  | 1:2      | Sheffield United     |
| 23. Februar 1952 | Swansea Town     | 0:1      | Newcastle United     |

#### Wiederholungsspiele
| Datum            |              | Ergebnis |              |
| ---------------- | ------------ | -------- | ------------ |
| 27. Februar 1952 | FC Chelsea   | 1:1      | Leeds United |
| 3. März 1952     | Leeds United | 1:5      | FC Chelsea   |

### Sechste Hauptrunde
| Datum        |                  | Ergebnis |                  |
| ------------ | ---------------- | -------- | ---------------- |
| 8. März 1952 | Blackburn Rovers | 3:1      | FC Burnley       |
| 8. März 1952 | Luton Town       | 2:3      | FC Arsenal       |
| 8. März 1952 | FC Portsmouth    | 2:4      | Newcastle United |
| 8. März 1952 | Sheffield United | 0:1      | FC Chelsea       |

### Halbfinale
Die ersten beiden Spiele wurden am 29. März 1952 und am 5. April 1952 sowie die Wiederholungsspiele am 2. April 1952 und am 7. April 1952 ausgetragen.
|                  | Ergebnis |                  | Ort       |
| ---------------- | -------- | ---------------- | --------- |
| Newcastle United | 0:0      | Blackburn Rovers | Sheffield |
| FC Arsenal       | 1:1      | FC Chelsea       | London    |

#### Wiederholungsspiel
|                  | Ergebnis |                  | Ort    |
| ---------------- | -------- | ---------------- | ------ |
| Newcastle United | 2:1      | Blackburn Rovers | Leeds  |
| FC Arsenal       | 3:0      | FC Chelsea       | London |

### Finale
| Newcastle United                         | Newcastle United | FC Arsenal | FC Arsenal |
| ---------------------------------------- | --- | --- | ---------- |
| Newcastle United                         | \| Finale \| \| Samstag, 3. Mai 1952 in London (Wembley) \| \| Ergebnis: 1:0 (0:0) \| \| Zuschauer: 100.000 \| \| Schiedsrichter: Arthur Edward Ellis \| \| Spielbericht \|                   | \| Finale \| \| Samstag, 3. Mai 1952 in London (Wembley) \| \| Ergebnis: 1:0 (0:0) \| \| Zuschauer: 100.000 \| \| Schiedsrichter: Arthur Edward Ellis \| \| Spielbericht \|     | FC Arsenal |
| Newcastle United                         | Ronnie Simpson – Bobby Cowell, Alf McMichael – Joe Harvey, Frank Brennan, Ted Robledo – Tommy Walker, Billy Foulkes, Jackie Milburn, George Robledo, Bobby Mitchell Cheftrainer: Stan Seymour | George Swindin – Walley Barnes, Lionel Smith – Alex Forbes, Ray Daniel, Joe Mercer – Freddie Cox, Jimmy Logie, Cliff Holton, Doug Lishman, Don Roper Cheftrainer: Tom Whittaker | FC Arsenal |
| Newcastle United                         | 1:0 George Robledo (84.) | | FC Arsenal |
| Finale                                   | | |            |
| Samstag, 3. Mai 1952 in London (Wembley) | | |            |
| Ergebnis: 1:0 (0:0)                      | | |            |
| Zuschauer: 100.000                       | | |            |
| Schiedsrichter: Arthur Edward Ellis      | | |            |
| Spielbericht                             | | |            |